# Itabirito Futebol Clube
O Itabirito Futebol Clube é um clube brasileiro de futebol da cidade de Itabirito, no estado de Minas Gerais. Foi fundado em 22 de maio de 2022 e leva, em seu uniforme, as cores azul e grená.

## História
Fez sua estreia profissional na Segunda Divisão do Campeonato Mineiro em 2022, na qual terminou na terceira colocação geral e garantiu o acesso para o Módulo II do Campeonato Mineiro, uma vez que o Coimbra B não poderia ser promovido. Em 2023, além de conquistar o acesso para o Módulo I do Campeonato Mineiro pela primeira vez, o Itabirito venceu o seu primeiro título, o Módulo II de 2023, ao fim da última rodada do hexagonal final. O Itabirito vai estrear em uma competição nacional, após ficar entre os 3 melhores sem divisão no Campeonato Mineiro 2024. Está classificado para o Brasileirão Série D 2025.

## Títulos
| ESTADUAIS | ESTADUAIS                      | ESTADUAIS | ESTADUAIS  |
|           | Competição                     | Títulos   | Temporadas |
| --------- | ------------------------------ | --------- | ---------- |
|           | Campeonato Mineiro - Módulo II | 1         | 2023       |

## Estatísticas
|  | Participações em 2025 |

| Competição   | Competição         | Temporadas | Melhor campanha     | Anos      | P | R |
| Minas Gerais | Campeonato Mineiro | 2          | 7º colocado (2024)  | 2024-2025 |   | – |
| Minas Gerais | Módulo II          | 1          | Campeão (2023)      | 2023      | 1 | – |
| Minas Gerais | Segunda Divisão    | 1          | 3º colocado (2022)  | 2022      | 1 |   |
| Brasil       | Série D            | 1          | 58º colocado (2025) | 2025      | – |   |